# José Luis Laguía
José Luis Laguía Martínez (Pedro Muñoz, 30 september 1959) is een voormalig Spaans wielrenner.
Laguía kende tijdens zijn carrière vooral successen in de Ronde van Spanje. Hij reed deze ronde voor het eerst in 1980, op 20-jarige leeftijd, en zou in de jaren die volgden vijf keer het bergklassement winnen, waarmee hij tot op heden recordhouder is. In 1982 won hij in de Ronde van Spanje bovendien drie etappes en werd hij vijfde in het eindklassement.
Na zeven succesvolle jaren bij de ploeg Reynolds stapte Laguía in 1987 over naar het Nederlandse team PDM-Concorde. Daar bleven de overwinningen echter uit. Hij keerde in 1988 weer terug naar Reynolds, maar slaagde er niet meer in grote successen te boeken. Eind 1992 beëindigde Laguía zijn professionele wielercarrière.
Vanaf 2000 was hij enkele jaren ploegleider bij Kelme-Costa Blanca. In 2013 werd hij ploegleider bij Team Movistar, dat is ontstaan uit zijn vroegere team Reynolds.

## Belangrijkste overwinningen
1981
- Bergklassement Ronde van Spanje

1982
- Spaans kampioen op de weg, Elite
- 6e, 9e en 11e etappe Ronde van Spanje
- Bergklassement Ronde van Spanje
- 1e en 2e etappe Ronde van Catalonië

1983
- 16e etappe Ronde van Spanje
- Bergklassement Ronde van Spanje
- 1e etappe Ronde van Cantabria
- 5e etappe Ronde van Burgos

1984
- Vuelta Camp de Morvedre
- 2e etappe Midi Libre

1985
- Bergklassement Ronde van Spanje

1986
- Bergklassement Ronde van Spanje
- Eindklassement Ronde van Rioja

## Resultaten in voornaamste wedstrijden
| Jaar | Ronde van Italië | Ronde van Frankrijk | Ronde van Spanje |
| ---- | ---------------- | ------------------- | ---------------- |
| 1980 |                  |                     | 21e              |
| 1981 |                  |                     | 7e               |
| 1982 |                  |                     | 5e (3)           |
| 1983 |                  | opgave              | 24e              |
| 1984 |                  | 41e                 | 19e              |
| 1985 |                  | opgave              | 27e              |
| 1986 |                  | 121e                | 25e              |
| 1987 |                  | 43e                 | 29e              |
| 1988 | 30e              |                     | 17e              |
| 1989 |                  |                     | 44e              |
| 1990 |                  |                     | 23e              |
| 1991 |                  |                     | opgave           |
| 1992 |                  |                     | opgave           |

| Jaar | Milaan-San Remo |
| ---- | --------------- |
| 1980 | 60e             |
| 1981 |                 |
| 1982 |                 |
| 1983 |                 |
| 1984 |                 |
| 1985 |                 |
| 1986 |                 |
| 1987 |                 |
| 1988 |                 |
| 1989 |                 |
| 1990 |                 |
| 1991 |                 |
| 1992 |                 |